# Аргвети (село)
Аргвети (груз. არგვეთი) — село в Грузии, на территории Сачхерского муниципалитета края (мхаре) Имеретия.

## География
Село находится в центральной части Грузии, на левом берегу реки Лашура (левый приток Квирилы), на расстоянии приблизительно 5 километров (по прямой) к юго-востоку от города Сачхере, административного центра муниципалитета. Абсолютная высота — 596 метров над уровнем моря.

## Население
По результатам официальной переписи населения 2014 года, в Аргвети проживало 752 человека (372 мужчины и 380 женщин). В национальной структуре населения грузины составляли 100 %.
| Год  | Население, человек |
| ---- | ------------------ |
| 2002 | 945                |
| 2014 | ↘ 752              |